# Lista odcinków serialu Louie
Poniżej znajduje się lista odcinków serialu telewizyjnego Louie – emitowanego przez amerykańską stację telewizyjną   FX od 29 czerwca 2010 roku. W Polsce serial był emitowany od 1 czerwca 2011 roku przez stację Fox Polska. Obecnie serial jest nadawany na kanale Fox Comedy.
| Sezon | Sezon | Odcinki | Oryginalna emisja | Oryginalna emisja | Oryginalna emisja   | Oryginalna emisja   | Oryginalna emisja |
| Sezon | Sezon | Odcinki | Premiera sezonu   | Finał sezonu      | Premiera sezonu     | Finał sezonu        |                   |
| ----- | ----- | ------- | ----------------- | ----------------- | ------------------- | ------------------- | ----------------- |
|       | 1     | 13      | 29 czerwca 2010   | 7 września 2010   | 1 czerwca 2011      | 13 lipca 2011       |                   |
|       | 2     | 13      | 23 czerwca 2011   | 8 września 2011   | 8 sierpnia 2012     | 19 września 2012    |                   |
|       | 3     | 13      | 28 czerwca 2012   | 27 września 2012  | 1 sierpnia 2013     | 12 września 2013    |                   |
|       | 4     | 14      | 5 maja 2014       | 16 czerwca 2014   | 6 sierpnia 2014     | 10 września 2014    |                   |
|       | 5     | 8       | 9 kwietnia 2015   | 28 maja 2015      | 3 października 2015 | 8 października 2015 |                   |

## Sezon 1 (2010)
| Nr | #  | Tytuł             | Polski tytuł                 | Reżyseria  | Scenariusz | Premiera FX      | Premiera Fox Polska |
| -- | -- | ----------------- | ---------------------------- | ---------- | ---------- | ---------------- | ------------------- |
| 1  | 1  | Pilot             | Louie                        | Louis C.K. | Louis C.K. | 29 czerwca 2010  | 1 czerwca 2011      |
| 2  | 2  | Poker/Divorce     | Poker/Rozwód                 | Louis C.K. | Louis C.K. | 29 czerwca 2010  | 1 czerwca 2011      |
| 3  | 3  | Dr. Ben/Nick      | dr Ben/Nick                  | Louis C.K. | Louis C.K. | 6 lipca 2010     | 8 czerwca 2011      |
| 4  | 4  | So Old/Playdate   | Starość/Wspólna zabawa       | Louis C.K. | Louis C.K. | 13 lipca 2010    | 8 czerwca 2011      |
| 5  | 5  | Travel Day/South  | Dzień w podróży/Południe     | Louis C.K. | Louis C.K. | 20 lipca 2010    | 15 czerwca 2011     |
| 6  | 6  | Heckler/Cop Movie | Zawadiaka/Film o gliniarzach | Louis C.K. | Louis C.K. | 27 lipca 2010    | 15 czerwca 2011     |
| 7  | 7  | Double Date/Mom   | Podwójna randka/Mama         | Louis C.K. | Louis C.K. | 3 sierpnia 2010  | 22 czerwca 2011     |
| 8  | 8  | Dogpound          | Schronisko dla psów          | Louis C.K. | Louis C.K. | 10 sierpnia 2010 | 22 czerwca 2011     |
| 9  | 9  | Bully             | Łobuz                        | Louis C.K. | Louis C.K. | 17 sierpnia 2010 | 29 czerwca 2011     |
| 10 | 10 | Dentist/Tarese    | Dentysta/Tarese              | Louis C.K. | Louis C.K. | 24 sierpnia 2010 | 29 czerwca 2011     |
| 11 | 11 | God               | Bóg                          | Louis C.K. | Louis C.K. | 31 sierpnia 2010 | 6 lipca 2011        |
| 12 | 12 | Gym               | Siłownia                     | Louis C.K. | Louis C.K. | 7 września 2010  | 6 lipca 2011        |
| 13 | 13 | Night Out         | Wieczorne wyjście            | Louis C.K. | Louis C.K. | 7 września 2010  | 13 lipca 2011       |

## Sezon 2 (2011)
| Nr | #  | Tytuł              | Polski tytuł        | Reżyseria  | Scenariusz              | Premiera FX      | Premiera Fox Polska |
| -- | -- | ------------------ | ------------------- | ---------- | ----------------------- | ---------------- | ------------------- |
| 14 | 1  | Pregnant           | Ciąża               | Louis C.K. | Louis C.K.              | 23 czerwca 2011  | 8 sierpnia 2012     |
| 15 | 2  | Bummer/Blueberries | Pech/Jagody         | Louis C.K. | Louis C.K. Pamela Adlon | 30 czerwca 2011  | 15 sierpnia 2012    |
| 16 | 3  | Moving             | Przeprowadzka       | Louis C.K. | Louis C.K.              | 7 lipca 2011     | 15 sierpnia 2012    |
| 17 | 4  | Joan               | Joan                | Louis C.K. | Louis C.K.              | 14 lipca 2011    | 22 sierpnia 2012    |
| 18 | 5  | Country Drive      | Wyjazd na wieś      | Louis C.K. | Louis C.K.              | 21 lipca 2011    | 22 sierpnia 2012    |
| 19 | 6  | Subway/Pamela      | Metro/Pamela        | Louis C.K. | Louis C.K.              | 28 lipca 2011    | 29 sierpnia 2012    |
| 20 | 7  | Oh, Louie/Tickets  | Och Louie/Bilety    | Louis C.K. | Louis C.K.              | 4 sierpnia 2011  | 29 sierpnia 2012    |
| 21 | 8  | Come On, God       | No dawaj, Boże      | Louis C.K. | Louis C.K.              | 11 sierpnia 2011 | 5 września 2012     |
| 22 | 9  | Eddie              | Eddie               | Louis C.K. | Louis C.K.              | 11 sierpnia 2011 | 5 września 2012     |
| 23 | 10 | Halloween/Ellie    | Halloween/Ellie     | Louis C.K. | Louis C.K.              | 18 sierpnia 2011 | 12 września 2012    |
| 24 | 11 | Duckling           | Kaczątko            | Louis C.K. | Louis C.K.              | 25 sierpnia 2011 | 12 września 2012    |
| 25 | 12 | Niece              | Siostrzenica        | Louis C.K. | Louis C.K.              | 1 września 2011  | 19 września 2012    |
| 26 | 13 | New Jersey/Airport | New Jersey/Lotnisko | Louis C.K. | Louis C.K.              | 8 września 2011  | 19 września 2012    |

## Sezon 3 (2012)
| Nr | #  | Tytuł                         | Polski tytuł                   | Reżyseria  | Scenariusz              | Premiera FX      | Premiera Fox Polska |
| -- | -- | ----------------------------- | ------------------------------ | ---------- | ----------------------- | ---------------- | ------------------- |
| 27 | 1  | Something Is Wrong            | Coś nie gra                    | Louis C.K. | Louis C.K.              | 28 czerwca 2012  | 1 sierpnia 2013     |
| 28 | 2  | Telling Jokes/Set Up          | Opowiadanie kawałów/Pułapka    | Louis C.K. | Louis C.K.              | 5 lipca 2012     | 1 sierpnia 2013     |
| 29 | 3  | Miami                         | Miami                          | Louis C.K. | Louis C.K.              | 12 lipca 2012    | 8 sierpnia 2013     |
| 30 | 4  | Daddy's Girlfriend Part 1     | Dziewczyna tatusia, cz. 1      | Louis C.K. | Louis C.K. Pamela Adlon | 12 lipca 2012    | 8 sierpnia 2013     |
| 31 | 5  | Daddy's Girlfriend Part 2     | Dziewczyna tatusia, cz. 2      | Louis C.K. | Louis C.K.              | 26 lipca 2012    | 15 sierpnia 2013    |
| 32 | 6  | Barney/Never                  | Barney/Nigdy                   | Louis C.K. | Louis C.K.              | 2 sierpnia 2012  | 15 sierpnia 2013    |
| 33 | 7  | Ikea/Piano Lesson             | Ikea/Lekcja fortepianu         | Louis C.K. | Louis C.K. Pamela Adlon | 9 sierpnia 2012  | 22 sierpnia 2013    |
| 34 | 8  | Dad                           | Tato                           | Louis C.K. | Louis C.K.              | 16 sierpnia 2012 | 22 sierpnia 2013    |
| 35 | 9  | Looking for Liz/Lilly Changes | Szukając Liz/Lilly się zmienia | Louis C.K. | Louis C.K.              | 23 sierpnia 2012 | 29 sierpnia 2013    |
| 36 | 10 | Late Show Part 1              | Wieczorny program, cz. 1       | Louis C.K. | Louis C.K.              | 30 sierpnia 2012 | 29 sierpnia 2013    |
| 37 | 11 | Late Show Part 2              | Wieczorny program, cz. 2       | Louis C.K. | Louis C.K.              | 13 września 2012 | 5 września 2013     |
| 38 | 12 | Late Show Part 3              | Wieczorny program, cz. 3       | Louis C.K. | Louis C.K.              | 20 września 2012 | 5 września 2013     |
| 39 | 13 | New Year's Eve                | Sylwester                      | Louis C.K. | Louis C.K.              | 27 września 2012 | 12 września 2013    |

## Sezon 4 (2014)
| Nr | #  | Tytuł               | Polski tytuł           | Reżyseria  | Scenariusz              | Premiera FX     | Premiera Fox Polska |
| -- | -- | ------------------- | ---------------------- | ---------- | ----------------------- | --------------- | ------------------- |
| 40 | 1  | Back                | Powrót                 | Louis C.K. | Louis C.K.              | 5 maja 2014     | 6 sierpnia 2014     |
| 41 | 2  | Model               | Modelka                | Louis C.K. | Louis C.K.              | 5 maja 2014     | 6 sierpnia 2014     |
| 42 | 3  | So Did the Fat Lady | Tak zrobiła gruba pani | Louis C.K. | Louis C.K.              | 12 maja 2014    | 13 sierpnia 2014    |
| 43 | 4  | Elevator Part 1     | Winda, cz. 1           | Louis C.K. | Louis C.K.              | 12 maja 2014    | 13 sierpnia 2014    |
| 44 | 5  | Elevator Part 2     | Winda, cz. 2           | Louis C.K. | Louis C.K.              | 19 maja 2014    | 20 sierpnia 2014    |
| 45 | 6  | Elevator Part 3     | Winda, cz. 3           | Louis C.K. | Louis C.K.              | 19 maja 2014    | 20 sierpnia 2014    |
| 46 | 7  | Elevator Part 4     | Winda, cz. 4           | Louis C.K. | Louis C.K.              | 26 maja 2014    | 20 sierpnia 2014    |
| 47 | 8  | Elevator Part 5     | Winda, cz. 5           | Louis C.K. | Louis C.K.              | 26 maja 2014    | 27 sierpnia 2014    |
| 48 | 9  | Elevator Part 6     | Winda, cz. 6           | Louis C.K. | Louis C.K.              | 2 czerwca 2014  | 27 sierpnia 2014    |
| 49 | 10 | Pamela 1            | Pamela, cz. 1          | Louis C.K. | Louis C.K.              | 2 czerwca 2014  | 3 września 2014     |
| 50 | 11 | In the Woods 1      | W lesie, cz. 1         | Louis C.K. | Louis C.K.              | 9 czerwca 2014  | 3 września 2014     |
| 51 | 12 | In the Woods 2      | W lesie, cz. 2         | Louis C.K. | Louis C.K.              | 9 czerwca 2014  | 10 września 2014    |
| 52 | 13 | Pamela 2            | Pamela, cz. 2          | Louis C.K. | Louis C.K. Pamela Adlon | 16 czerwca 2014 | 10 września 2014    |
| 53 | 14 | Pamela 3            | Pamela, cz. 3          | Louis C.K. | Louis C.K. Pamela Adlon | 16 czerwca 2014 | 10 września 2014    |

## Sezon 5 (2015)
| Nr | # | Tytuł           | Polski tytuł    | Reżyseria  | Scenariusz              | Premiera FX      | Premiera Fox Comedy |
| -- | - | --------------- | --------------- | ---------- | ----------------------- | ---------------- | ------------------- |
| 54 | 1 | Pot Luck        | Zrzutka         | Louis C.K. | Louis C.K.              | 9 kwietnia 2015  | 3 października 2015 |
| 55 | 2 | A La Carte      | Na życzenie     | Louis C.K. | Louis C.K. Pamela Adlon | 16 kwietnia 2015 | 3 października 2015 |
| 56 | 3 | Cop Story       | Historia gliny  | Louis C.K. | Louis C.K.              | 23 kwietnia 2015 | 6 października 2015 |
| 57 | 4 | Bobby's House   | Dom Bobby'ego   | Louis C.K. | Louis C.K.              | 30 kwietnia 2015 | 6 października 2015 |
| 58 | 5 | Untitled        | Bez tytułu      | Louis C.K. | Louis C.K.              | 7 maja 2015      | 7 października 2015 |
| 59 | 6 | Sleepover       | Piżamowe party  | Louis C.K. | Louis C.K. Pamela Adlon | 14 maja 2015     | 7 października 2015 |
| 60 | 7 | The Road Part 1 | W trasie, cz. 1 | Louis C.K. | Louis C.K.              | 21 maja 2015     | 8 października 2015 |
| 61 | 8 | The Road Part 2 | W trasie, cz. 2 | Louis C.K. | Louis C.K.              | 28 maja 2015     | 8 października 2015 |